# Robin Bartlett
Robin Bartlett (Nueva York, 22 de abril de 1951) es una actriz estadounidense, más conocida por su papel como Debbie Buchman en la serie Mad About You, un papel que le valió una nominación al Premio del Sindicato de Actores.

## Carrera
Ella apareció en la serie de corta duración The Powers That Be y tuvo un papel recurrente como Debbie Buchman (la hermana lesbiana del personaje de Paul Reiser) en la serie Mad About You y como productora de televisión en Sisters. Ella ha interpretado a una profesora al menos dos veces - como la Sra. Elliott en Lean on Me en 1989, luego de nuevo como la profesora de francés, la Sra. Grober en la película de 1991 If Looks Could Kill. Además, interpretó a la decana de una escuela privada en un episodio de la serie de HBO de Larry David, Curb Your Enthusiasm.
En junio de 2010 se anunció que Barlett estaría apareciendo como Hannah Pitt en la producción del 20.° aniversario del Signature Theatre Company de Angels in America de Tony Kushner. Ella también interpretó a Bridget Kearns en Shutter Island en 2010.
En 2013, interpretó a la Dra. Miranda Crump en la segunda temporada de American Horror Story, Asylum, y ese mismo año regresó para la tercera temporada, Coven, interpretando a Cecily Pembroke.

## Vida personal
Se casó con el actor Alan Rosenberg en 1976, y se divorciaron en 1984.

## Filmografía

### Cine
| Año  | Título                      | Personaje                    | Notas                                                  |
| ---- | --------------------------- | ---------------------------- | ------------------------------------------------------ |
| 1980 | Playing for Time            | Etalina                      | Película para televisión                               |
| 1980 | La puerta del cielo         | Sra. Lezak                   |                                                        |
| 1981 | Skokie                      | Chica de la LDJ              | Película para televisión                               |
| 1982 | La decisión de Sophie       | Lillian Grossman             |                                                        |
| 1987 | Baby Boom                   | Esposa yuppie                |                                                        |
| 1987 | Hechizo de luna             | Barbara                      |                                                        |
| 1989 | Escuela de rebeldes         | Sra. Elliot                  |                                                        |
| 1989 | See You in the Morning      | Paciente de terapia de grupo |                                                        |
| 1989 | Crimes and Misdemeanors     | Invitada a la boda           |                                                        |
| 1990 | Postcards from the Edge     | Aretha                       |                                                        |
| 1990 | Alice                       | Nina                         |                                                        |
| 1991 | If Looks Could Kill         | Patricia Grober              | Nominada al Premio Saturn a la mejor actriz de reparto |
| 1991 | Regarding Henry             | Phyllis                      |                                                        |
| 1991 | Deceived                    | Charlotte                    |                                                        |
| 1993 | 12:01                       | Anne Jackson                 | Película para televisión                               |
| 1995 | Mentes peligrosas           | Sra. Carla Nichols           |                                                        |
| 1997 | Querida, nos hemos encogido | Patti                        |                                                        |
| 1998 | City of Angels              | Anne                         |                                                        |
| 2005 | The Dying Gaul              | Bella                        |                                                        |
| 2010 | Shutter Island              | Bridget Kearns               |                                                        |
| 2013 | Inside Llewyn Davis         | Lillian Gorfein              |                                                        |

### Televisión
| Año     | Título                        | Personaje              | Notas                                                                                             |
| ------- | ----------------------------- | ---------------------- | ------------------------------------------------------------------------------------------------- |
| 1981    | Ryan's Hope                   | Judy Prince            | Episodio: «#1.1619»                                                                               |
| 1988    | Spenser, detective privado    | Sra. Drake             | Episodio «To the End of the Line»                                                                 |
| 1989    | Miami Vice                    | Rhoda King             | Episodio: «The Cell Within»                                                                       |
| 1992    | Entrenador                    | Sarah                  | Episodio: «If That's Opportunity, Don't Answer»                                                   |
| 1992–93 | The Powers That Be            | Sophie Lipkin          | 20 episodios                                                                                      |
| 1993    | Fallen Angels                 | Jean Medill            | Episodio: «Murder, Obliquely»                                                                     |
| 1993    | It Had to Be You              | Eve Parkin             | 6 episodios                                                                                       |
| 1994–99 | Mad About You                 | Debbie Buchman         | 29 episodios Nominada al Premio del Sindicato de Actores al mejor reparto de televisión - Comedia |
| 2000–04 | Judging Amy                   | Roberta Orr            | 3 episodios                                                                                       |
| 2000    | Zoe, Duncan, Jack & Jane      | Profesora Norris       | Episodio: «I Don't Feel So Good»                                                                  |
| 2000    | Touched by an Angel           | Toni                   | Episodio: «Quality Time»                                                                          |
| 2000    | Bull                          | Dra. Rose Wright       | Episodio: «To Have and to Hold»                                                                   |
| 2002    | The West Wing                 | Susan Thomas           | Episodio: «The Red Mass»                                                                          |
| 2003    | The Agency                    | Nili Demsky            | Episodio: «Unholy Alliances»                                                                      |
| 2003–04 | Dragnet                       | Donna Bostick          | 6 episodios                                                                                       |
| 2004    | Medical Investigation         | Dra. Salgado           | Episodio: «Team»                                                                                  |
| 2004    | NYPD Blue                     | Evelyn Winker          | Episodio: «I Love My Wives, But Oh You Kid»                                                       |
| 2005    | American Dad!                 | Nat Faxon              | Episodio: «Stan Knows Best»                                                                       |
| 2005    | The Closer                    | Leah Rainey            | Episodio: «Flashpoint»                                                                            |
| 2005    | Nip/Tuck                      | Dra. Meredith Forsythe | Episodio: «KiKi»                                                                                  |
| 2006    | Justice                       | Regina Stack           | Episodio: «Death Spiral»                                                                          |
| 2007    | The Singles Table             | Sra. Braunstein        | Episodio: «The Work Dinner»                                                                       |
| 2007    | Curb Your Enthusiasm          | Decana                 | Episodio: «The Ida Funkerhouser Roadside Memorial»                                                |
| 2010    | CSI: Miami                    | Stephanie Hollister    | Episodio: «Backfire»                                                                              |
| 2013    | American Horror Story: Asylum | Dra. Miranda Crump     | Episodio: «Continuum»                                                                             |
| 2013    | American Horror Story: Coven  | Cecily Pembrooke       | 3 episodios                                                                                       |
| 2015    | Battle Creek                  | Jueza Warren           | Episodio: «The Hand-Off»                                                                          |